# 溴化四乙酸二锝
溴化四乙酸二锝是一种无机化合物，化学式为Tc2(OAc)4Br，其中OAc−为乙酸根。它可由M2Tc2Br6·2H2O（M=NH4, K）和乙酸在230~250 °C于50 atm氩气中反应得到。它是单斜晶系晶体，空间群C2/m，其结构含[Tc2(OAc)4]+和Br−，其中Br−为桥联配体，连接两个锝原子。